# Crataegus oresbia
Crataegus oresbia är en rosväxtart som beskrevs av William Wright Smith. Crataegus oresbia ingår i Hagtornssläktet som ingår i familjen rosväxter. Inga underarter finns listade i Catalogue of Life.